# Lars Løkke Rasmussen

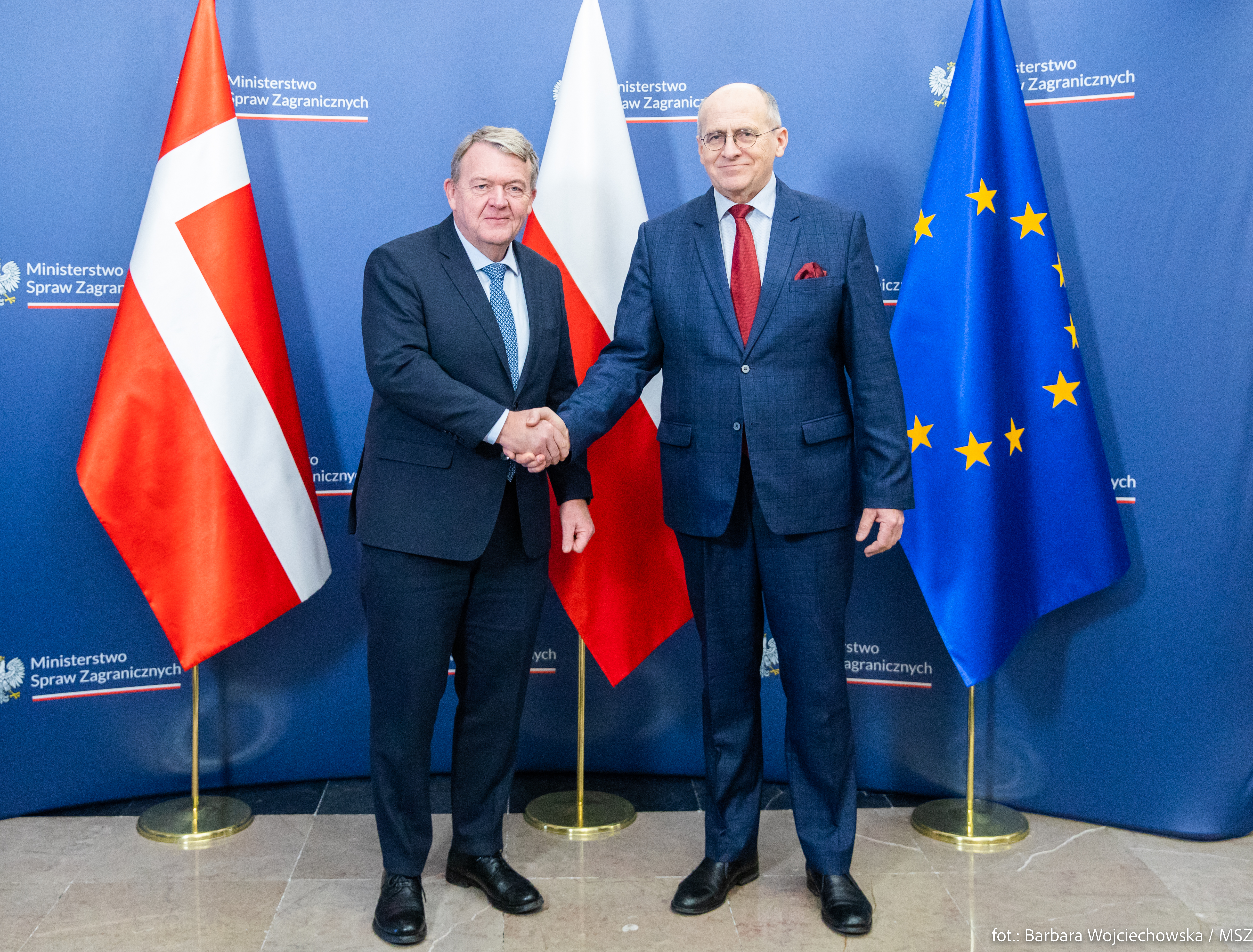
Spotkanie Larsa Løkke Rasmussena ze Zbigniewem Rauem podczas wizyty w Polsce (2023)

Lars Løkke Rasmussen (wym. [lɑːs ˈløɡ̊ə ˈʁɑsmusn̩]; ur. 15 maja 1964 w Vejle) – duński polityk. Lider Venstre (2009–2019) i Moderaterne (od 2022), parlamentarzysta. Minister spraw wewnętrznych w latach 2001–2007, minister finansów od 2007 do 2009, premier Danii w latach 2009–2011 oraz 2015–2019, minister spraw zagranicznych od 2022.

## Życiorys

### Wykształcenie i praca zawodowa
Jego ojciec był księgowym, a matka gospodynią domową. W 1983 ukończył szkołę średnią w Helsinge. W 1992 został absolwentem prawa na Uniwersytecie Kopenhaskim. W latach 1990–1995 pracował jako doradca prawny.

### Działalność polityczna do 2009
W latach 1986–1989 był przewodniczącym Venstres Ungdom, młodzieżówki partii Venstre. Od 1986 do 1990 zasiadał w radzie generalnej Venstre, a w latach 1990–1994 w radzie generalnej Duńskiego Stowarzyszenia Bibliotekarskiego.
W 1994 wszedł po raz pierwszy do Folketingetu (duńskiego parlamentu) z ramienia Venstre, reprezentując okręg Frederiksborg. Od tego czasu skutecznie ubiegał się o reelekcję w wyborach w 1998, 2001, 2005 i 2007.
Od 1986 do 1997 wchodził w skład rady gminy Græsted-Gilleleje. W latach 1994–1997 pełnił funkcję wiceburmistrza tej gminy, był przewodniczącym jej komitetu ds. dzieci i kultury, a także lokalnej komisji handlu i przemysłu oraz komisji zdrowia. W okresie 1998–2001 stał na czele administracji regionu Frederiksborg Amt. W 1998 Lars Løkke Rasmussen został wybrany na wiceprzewodniczącego partii liberalnej.
Od 27 listopada 2001 do 23 listopada 2007 zajmował stanowisko ministra spraw wewnętrznych w pierwszym i drugim gabinecie Andersa Fogh Rasmussena. Jako minister spraw wewnętrznych przeprowadził w Danii reformę administracyjną, która zredukowała liczbę gmin z 271 do 98 oraz zlikwidowała 14 województw, wprowadzając w ich miejsce 5 regionów. 23 listopada 2007 objął urząd ministra finansów w trzecim gabinecie dotychczasowego premiera. W lutym 2009 negocjował projekt reformy podatkowej obniżającej podatek dochodowy, a podwyższającej podatek od zanieczyszczeń.

### Działalność polityczna w latach 2009–2019
4 kwietnia 2009 podczas szczytu NATO przywódcy tej organizacji na nowego sekretarza generalnego wybrali Andersa Fogh Rasmussena. Następnego dnia duński premier zrezygnował z dotąd zajmowanego stanowiska. Następnego dnia Lars Løkke Rasmussen został mianowany na nowego premiera Danii, a jego nominację zatwierdziła królowa Małgorzata II. 7 kwietnia 2009 przedstawił skład swojego gabinetu (składający się z liberałów z Venstre i przedstawicieli Konserwatywnej Partii Ludowej), rezygnując jednocześnie ze stanowiska ministra finansów. W maju 2009 wybrano go również na przewodniczącego Venstre. 23 lutego 2010 dokonał rekonstrukcji swojego gabinetu, kolejne zmiany personalne w rządzie przeprowadził 8 marca 2011.
W wyborach w 2011 ponownie uzyskał mandat posła, a jego partia zajęła pierwsze miejsce. Większość parlamentarną uzyskały jednak ugrupowania lewicowej opozycji. 3 października 2011 na urzędzie premiera Danii zastąpiła go Helle Thorning-Schmidt. Lars Løkke Rasmussen pozostał na czele swojego ugrupowania. W 2015 z powodzeniem ubiegał się o reelekcję do Folketingetu. Venstre straciło w tych wyborach 13 mandatów, zajmując trzecie miejsce. Ugrupowania centroprawicy uzyskały jednak większość w parlamencie, co pozwoliło liderowi liberałów podjąć rozmowy o utworzeniu gabinetu. Ostatecznie zdecydował się na mniejszościowy rząd tworzony wyłącznie przez Venstre – gabinet ten został zaprzysiężony 28 czerwca 2015.
28 listopada 2016 Lars Løkke Rasmussen powołał swój trzeci gabinet, w skład którego weszli tym razem obok przedstawicieli Venstre także reprezentanci Sojuszu Liberalnego i konserwatystów.

### Działalność polityczna od 2019
W wyborach w 2019 został wybrany kolejny raz na posła, wspierające go ugrupowania utraciły jednak większość w parlamencie. 27 czerwca 2019 Lars Løkke Rasmussen zakończył pełnienie funkcji premiera. W sierpniu tegoż roku ustąpił z funkcji przewodniczącego partii. W styczniu 2021, na skutek konfliktów wewnątrz Venstre, zrezygnował z członkostwa w tym ugrupowaniu. W tym samym roku ogłosił powołanie nowej partii pod nazwą Moderaterne.
W wyborach w 2022 jego formacja, niewchodząca w skład żadnego z głównych bloków, zajęła trzecie miejsce, uzyskując 16 mandatów w parlamencie. Jeden z nich przypadł byłemu premierowi. Jego partia dołączyła do nowej koalicji z socjaldemokratami i Venstre. 15 grudnia 2022 Lars Løkke Rasmussen objął urząd ministra spraw zagranicznych w drugim gabinecie Mette Frederiksen.

## Życie prywatne
Jest mężem Sólrun Løkke Rasmussen, ma troje dzieci, w tym syna Bergura.

## Odznaczenia
- Komandor I klasy Orderu Danebroga (2011)[19][20]
- Komandor Orderu Danebroga (2009)[21]
- Krzyż Wielki Orderu Korony (Belgia)[19]
- Krzyż Wielki Orderu Zasługi (Francja)[19]
- Krzyż Wielki Orderu Feniksa (Grecja)[19]
- Krzyż Wielki Orderu Sokoła Islandzkiego (Islandia)[19][22]
- Wielki Medal Gwanghwa Orderu Zasługi Służby Dyplomatycznej (Korea Południowa)[19][23]
- Order „Za zasługi” I klasy (Ukraina, 2023)[24]

## Wybrane publikacje
- Foreningshåndbogen, 1994
- Hvis jeg bli’r gammel, 1997
- Løkkeland, 2006[1]